# José David de Gea
José David de Gea Tudela (Cehegín, 9 dicembre 1977) è un pilota motociclistico spagnolo ritiratosi dall'attività agonistica.

## Carriera
Nel 1997, in sella ad una Yamaha, si classifica diciottesimo nel campionato Europeo classe 250.
Per quanto riguarda le competizioni del motomondiale ha partecipato a varie stagioni, tra il 1995 e il 2006, cimentandosi in quasi tutte le classi, con l'esordio avvenuto in qualità di wild card in occasione del Gran Premio motociclistico d'Europa 1995 nella classe 125. Nel 2001 giungendo terzo nel Gran Premio d'Olanda nella classe 250, dopo essere partito diciottesimo in griglia, ottenendo il suo unico podio nel motomondiale, che va a coincidere con l'unico podio stagionale di Yamaha nella classe di mezzo.
Vi sono da registrare inoltre le presenze nel campionato mondiale Supersport del 1999 nel team Ten Kate Racing e nelle edizioni del 2002 e 2008, nonché due presenze nel campionato mondiale Superbike 2006 con una CBR1000RR del team Honda BQR. Ha partecipato inoltre a varie edizioni del campionato spagnolo di velocità, vincendolo quattro volte nella classe Fórmula Extreme (nel 2003, 2005, 2006 e 2007).

## Risultati in gara

### Motomondiale
| 1995 | Classe | Moto  |  |  |  |  |  |  |  |  |  |  |  |  |    |  |  |  |  | Punti | Pos. |
| ---- | ------ | ----- |  |  |  |  |  |  |  |  |  |  |  |  | -- |  |  |  |  | ----- | ---- |
| 1995 | 125    | Honda |  |  |  |  |  |  |  |  |  |  |  |  | 16 |  |  |  |  | 0     |      |

| 1996 | Classe | Moto  |     |     |  |  |  |  |  |  |  |  |  |  |  |  |  |  |  | Punti | Pos. |
| ---- | ------ | ----- | --- | --- |  |  |  |  |  |  |  |  |  |  |  |  |  |  |  | ----- | ---- |
| 1996 | 125    | Honda | Rit | Rit |  |  |  |  |  |  |  |  |  |  |  |  |  |  |  | 0     |      |

| 1997 | Classe | Moto   |  |  |  |  |  |  |  |  |  |  |  |  |     |  |  |  |  | Punti | Pos. |
| ---- | ------ | ------ |  |  |  |  |  |  |  |  |  |  |  |  | --- |  |  |  |  | ----- | ---- |
| 1997 | 250    | Yamaha |  |  |  |  |  |  |  |  |  |  |  |  | Rit |  |  |  |  | 0     |      |

| 1999 | Classe | Moto        |  |  |  |  |  |  |  |  |    |     |     |    |    |    |    |     |  | Punti | Pos. |
| ---- | ------ | ----------- |  |  |  |  |  |  |  |  | -- | --- | --- | -- | -- | -- | -- | --- |  | ----- | ---- |
| 1999 | 500    | Modenas KR3 |  |  |  |  |  |  |  |  | 15 | Rit | Rit | 14 | 13 | 20 | 14 | Rit |  | 8     | 23º  |

| 2000 | Classe | Moto        |    |    |    |    |    |     |   |    |  |  |  |  |    |  |  |  |  | Punti | Pos. |
| ---- | ------ | ----------- | -- | -- | -- | -- | -- | --- | - | -- |  |  |  |  | -- |  |  |  |  | ----- | ---- |
| 2000 | 500    | Modenas KR3 | 15 | 14 | 15 | 12 | 16 | Rit | 8 | 14 |  |  |  |  | 11 |  |  |  |  | 23    | 17º  |

| 2001 | Classe | Moto   |     |     |     |    |    |    |   |    |     |    |    |    |     |     |    |    |  | Punti | Pos. |
| ---- | ------ | ------ | --- | --- | --- | -- | -- | -- | - | -- | --- | -- | -- | -- | --- | --- | -- | -- |  | ----- | ---- |
| 2001 | 250    | Yamaha | Rit | Rit | Rit | 18 | 13 | 21 | 3 | 17 | Rit | 19 | 13 | 15 | Rit | Rit | 20 | 15 |  | 24    | 19º  |

| 2003 | Classe | Moto       |  |  |  |  |  |  |  |     |    |     |    |    |    |     |     |    |  | Punti | Pos. |
| ---- | ------ | ---------- |  |  |  |  |  |  |  | --- | -- | --- | -- | -- | -- | --- | --- | -- |  | ----- | ---- |
| 2003 | MotoGP | Harris WCM |  |  |  |  |  |  |  | Rit | 20 | Rit | 22 | 19 | 19 | Rit | Rit | 20 |  | 0     |      |

| 2004 | Classe | Moto       |  |  |  |  |  |  |     |  |  |  |  |  |  |  |  |  |  | Punti | Pos. |
| ---- | ------ | ---------- |  |  |  |  |  |  | --- |  |  |  |  |  |  |  |  |  |  | ----- | ---- |
| 2004 | MotoGP | Harris WCM |  |  |  |  |  |  | Rit |  |  |  |  |  |  |  |  |  |  | 0     |      |

| 2004 | Classe | Moto  |  |  |  |  |  |  |  |  |    |  |  |  |    |    |    |    |  | Punti | Pos. |
| ---- | ------ | ----- |  |  |  |  |  |  |  |  | -- |  |  |  | -- | -- | -- | -- |  | ----- | ---- |
| 2004 | 250    | Honda |  |  |  |  |  |  |  |  | 16 |  |  |  | 15 | 17 | 14 | 11 |  | 8     | 27º  |

| 2006 | Classe | Moto  |  |  |  |  |  |  |  |  |  |  |    |  |  |  |     |    |   | Punti | Pos. |
| ---- | ------ | ----- |  |  |  |  |  |  |  |  |  |  | -- |  |  |  | --- | -- | - | ----- | ---- |
| 2006 | 250    | Honda |  |  |  |  |  |  |  |  |  |  | NE |  |  |  | Rit | 14 | 9 | 9     | 24º  |

| Legenda | 1º posto        | 2º posto            | 3º posto            | A punti      | Senza punti        | Grassetto – Pole position Corsivo – Giro più veloce |
| Legenda | Gara non valida | Non qual./Non part. | Ritirato/Non class. | Squalificato | '-' Dato non disp. | Grassetto – Pole position Corsivo – Giro più veloce |

### Campionato mondiale Supersport
| 1999 | Moto  |   |     |     |    |    |    |  |    |  |  |  |  |  | Punti | Pos. |
| ---- | ----- | - | --- | --- | -- | -- | -- |  | -- |  |  |  |  |  | ----- | ---- |
| 1999 | Honda | 9 | Rit | Rit | 15 | 20 | 17 |  | 14 |  |  |  |  |  | 10    | 26º  |

| 2002 | Moto  |  |  |  |    |    |    |    |  |  |  |  |  |  | Punti | Pos. |
| ---- | ----- |  |  |  | -- | -- | -- | -- |  |  |  |  |  |  | ----- | ---- |
| 2002 | Honda |  |  |  | 12 | 18 | 23 | 15 |  |  |  |  |  |  | 5     | 30º  |

| 2008 | Moto   |  |  |  |  |  |    |  |  |  |  |  |  |  | Punti | Pos. |
| ---- | ------ |  |  |  |  |  | -- |  |  |  |  |  |  |  | ----- | ---- |
| 2008 | Yamaha |  |  |  |  |  | NP |  |  |  |  |  |  |  | 0     |      |

| Legenda | 1º posto        | 2º posto            | 3º posto           | A punti      | Senza punti        | Grassetto – Pole position Corsivo – Giro più veloce |
| Legenda | Gara non valida | Non qual./Non part. | Ritirato/Non class | Squalificato | '-' Dato non disp. | Grassetto – Pole position Corsivo – Giro più veloce |

### Campionato mondiale Superbike
| 2006 | Moto  |  |  |  |  |    |    |  |  |  |  |  |  |  |  |  |  |  |  |  |  |  |  |  |  |  |  | Punti | Pos. |
| ---- | ----- |  |  |  |  | -- | -- |  |  |  |  |  |  |  |  |  |  |  |  |  |  |  |  |  |  |  |  | ----- | ---- |
| 2006 | Honda |  |  |  |  | 14 | 19 |  |  |  |  |  |  |  |  |  |  |  |  |  |  |  |  |  |  |  |  | 2     | 31º  |

| Legenda | 1º posto        | 2º posto            | 3º posto           | A punti      | Senza punti        | Grassetto – Pole position Corsivo – Giro più veloce |
| Legenda | Gara non valida | Non qual./Non part. | Ritirato/Non class | Squalificato | '-' Dato non disp. | Grassetto – Pole position Corsivo – Giro più veloce |